# Mammuthus

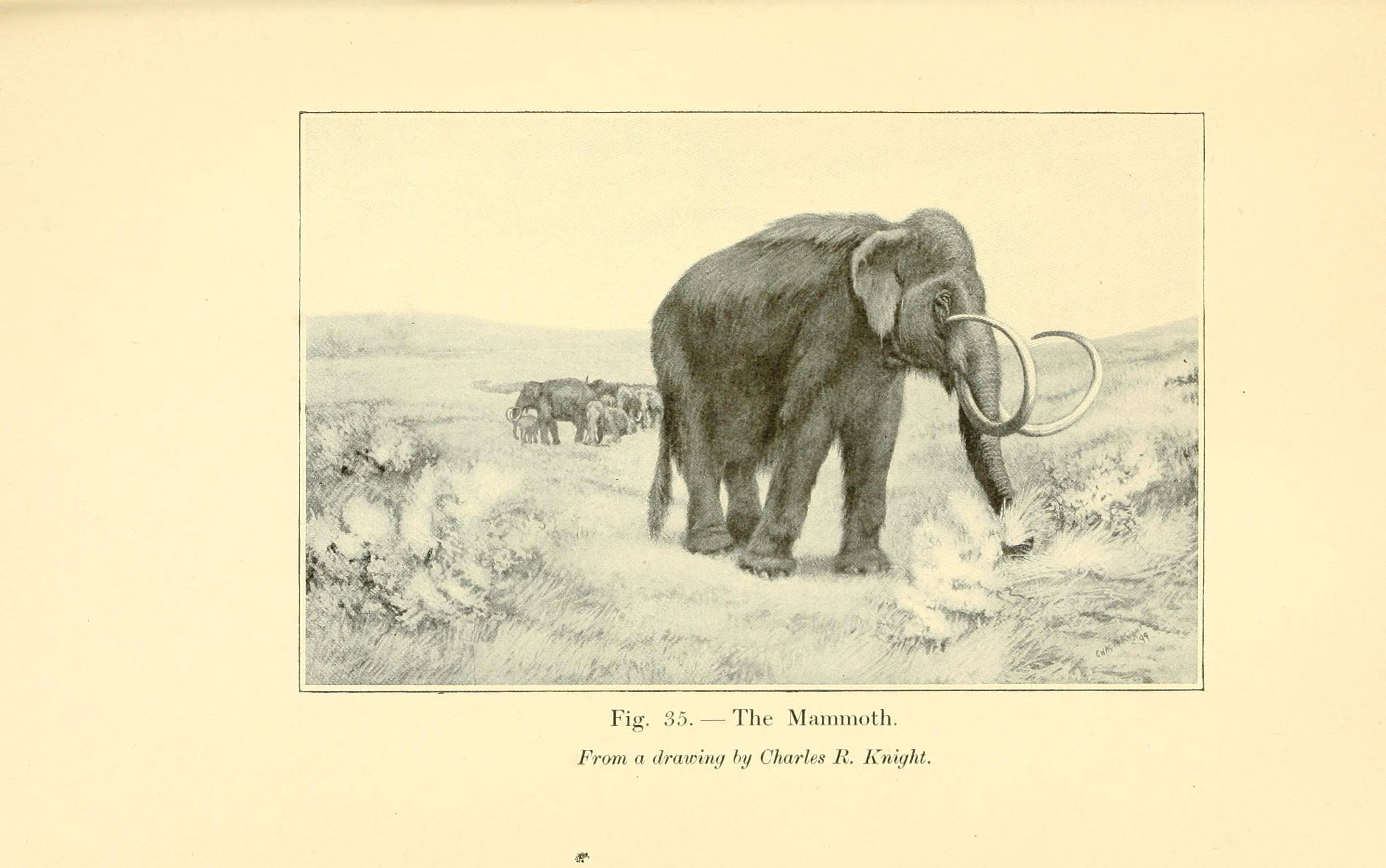
Ricostruzione di Charles R. Knight di Mammut

Mammuthus è il genere che comprende varie specie ormai estinte dei cosiddetti mammut, grossi proboscidati strettamente imparentati con gli odierni elefanti, caratterizzati da lunghe zanne ricurve e, nelle specie settentrionali, da un lungo vello che ne ricopriva il corpo. Vissero dal Pliocene (circa 4,8 milioni di anni fa) fino a circa 3500-4000 anni fa. La parola mammut deriva dal russo мамонт, mamont, probabilmente a sua volta derivato da una parola in lingua ostiaca del popolo ostiaco. I mammut e i loro parenti mastodonti sono spesso considerati un esempio iconico di animale estinto. Sulle cause della loro estinzione sono state espresse diverse spiegazioni. 

## Storia evolutiva

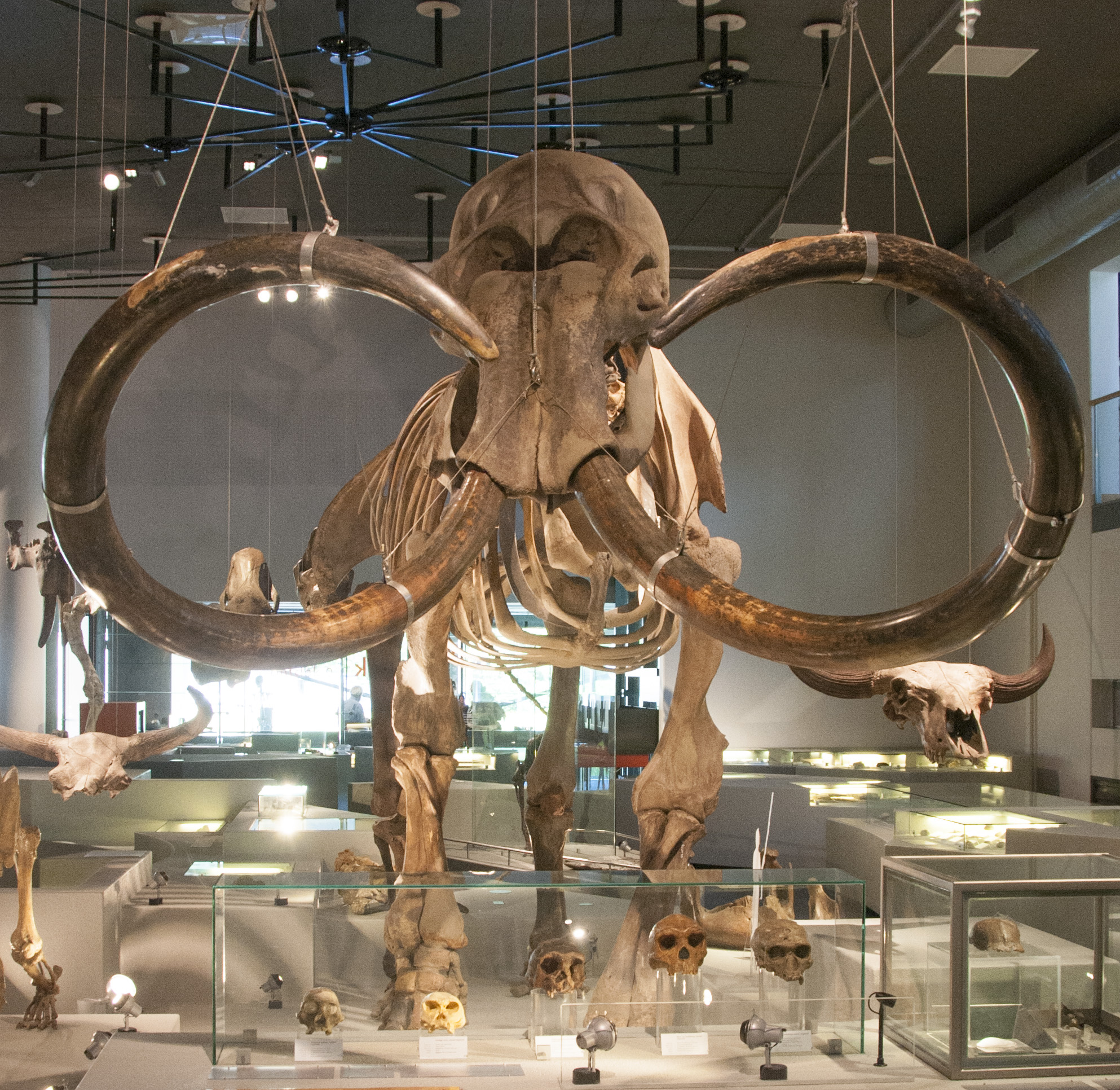
Vista frontale di scheletro di mammut

Resti di mammut sono stati rinvenuti in: Europa, Africa, Asia e Nordamerica. Si pensa che questi animali si fossero sviluppati in Africa del Nord circa 4,8 milioni di anni fa, nel Pliocene; i resti della specie primitiva Mammuthus africanavus sono stati rinvenuti in: Ciad, Libia, Marocco e Tunisia. Mammuthus subplanifrons, del Sudafrica e del Kenya, è anch'esso considerato una delle specie più antiche e primitive (età: circa 4 milioni di anni). Nonostante la loro origine africana, i mammut sono più strettamente imparentati con gli odierni elefanti asiatici che con gli elefanti africani. L'antenato comune di mammut ed elefanti asiatici si separò dalla linea degli elefanti africani tra i 7 e i 6 milioni di anni fa. Gli elefanti asiatici e i mammut si differenziarono in seguito, circa mezzo milione di anni dopo.
I mammut africani, in poco tempo, migrarono a nord verso l'Europa e diedero origine a una nuova specie, il mammut meridionale (Mammuthus meridionalis), che si diffuse attraverso l'Europa e l'Asia e attraversò il ponte di Bering, ora sommerso, fino ad arrivare in Nordamerica. Circa 700 000 anni fa, il clima peggiorò sensibilmente e le pianure e le savane di Europa, Asia e Nordamerica divennero steppe freddissime e decisamente meno fertili. Il mammut meridionale, di conseguenza, scomparve, sostituito in gran parte del suo areale dal mammut delle steppe (Mammuthus trogontherii). Questa specie, poi, diede origine al mammut lanoso, Mammuthus primigenius, circa 300 000 anni fa. I mammut lanosi erano eccezionalmente adatti a fronteggiare il freddo estremo dell'Era glaciale.
Questa specie di mammut ebbe un successo davvero notevole: visse dalla Spagna fino al Nordamerica e si pensa sia esistita in grandi quantità di individui. Il ricercatore russo Sergei Zimov ha stimato che durante l'ultima Era Glaciale, parti della Siberia potrebbero aver avuto una densità media di popolazione di sessanta animali per cento chilometri quadrati - l'equivalente degli elefanti africani del ventunesimo secolo. In Nordamerica, invece, si svilupparono due specie di mammut, Mammuthus imperator e Mammuthus columbi.

## Estinzione
La maggior parte dei mammut si estinse alla fine del Pleistocene. Fanno eccezione i mammut nani dell'isola di Wrangel, che si estinsero solo intorno al 1700 a.C. Una spiegazione condivisa per la loro estinzione non è ancora stata raggiunta. Le principali spiegazioni si rifanno a ragioni climatiche o all'eccessiva caccia da parte dell'uomo; il dibattito è tuttora aperto.
Nuovi dati derivati da studi fatti su elefanti viventi e diffusi dall'American Institute of Biological Sciences suggeriscono che anche se la caccia potrebbe non essere stata la prima causa dell'estinzione finale dei mammut, è probabile che sia stata comunque un fattore fondamentale. Si sa che Homo erectus consumava carne di mammut già 1,8 milioni di anni fa. La più antica scultura raffigurante un mammut, di circa 35 000 anni fa, è stata ritrovata nella zona del Giura svevo.
Comunque, l'American Institute of Biological Sciences fa anche notare che ossa di elefanti morti, lasciate sul terreno e in seguito calpestate da altri elefanti, tendono a riportare scalfitture simili a segni di macellazione, precedentemente male interpretati da noti archeologi.

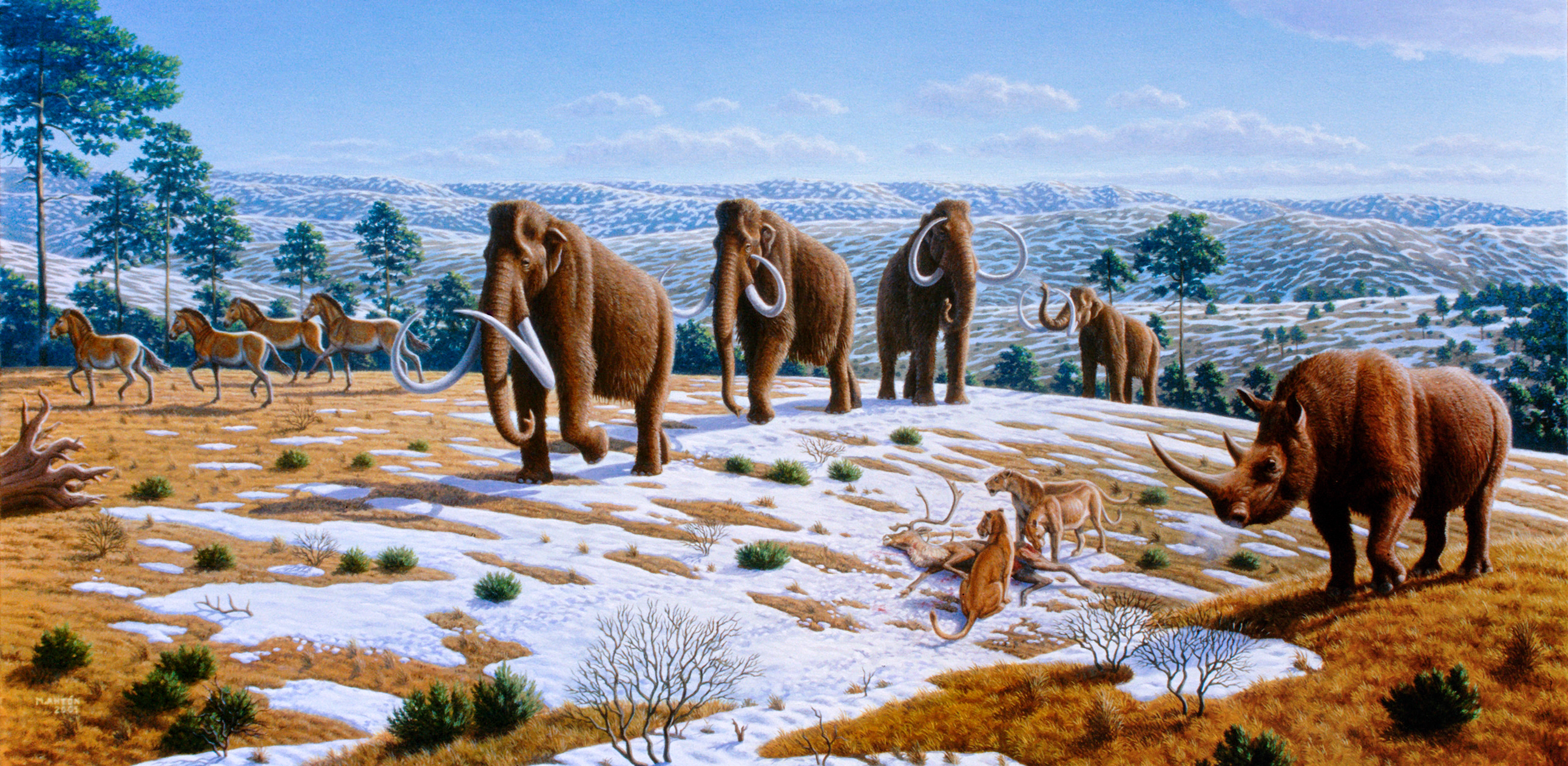
Ricostruzione della fauna dell'Era Glaciale

La sopravvivenza dei mammut nani (Mammuthus primigenius vrangeliensis) nell'isola di Wrangel in Russia è dovuta al fatto che l'isola era molto remota e completamente disabitata fino all'Olocene inoltrato. L'isola non fu scoperta dalla civiltà odierna fino al 1820, da una nave baleniera americana. I mammut di Wrangel non erano però di piccolissima taglia, con un'altezza al garrese di circa 2-2,5 metri, paragonabile a quella di alcune varietà di elefanti asiatici (es: Borneo) e infatti non sono considerati una specie a sé stante del genere Mammuthus, ma una semplice variazione geografica del mammut lanoso. Un molto più marcato nanismo insulare è stato riconosciuto nei mammut delle isole Channel della California (Mammuthus exilis), che sono considerate una specie distinta ed originatesi in un periodo precedente. Là, gli animali sono stati probabilmente sterminati quando i nativi americani iniziarono a navigare fino alle isole Channel, che sono prospicienti alla costa e/o dalla perdita dell'habitat. Un'altra specie nana (Mammuthus lamarmorae) è vissuta in Sardegna e presumibilmente in Corsica (le due isole erano all'epoca collegate), estinguendosi circa 500 000 anni fa, grosso modo in concomitanza con le più antiche tracce di occupazione umana in Sardegna e Corsica.

## Taglia

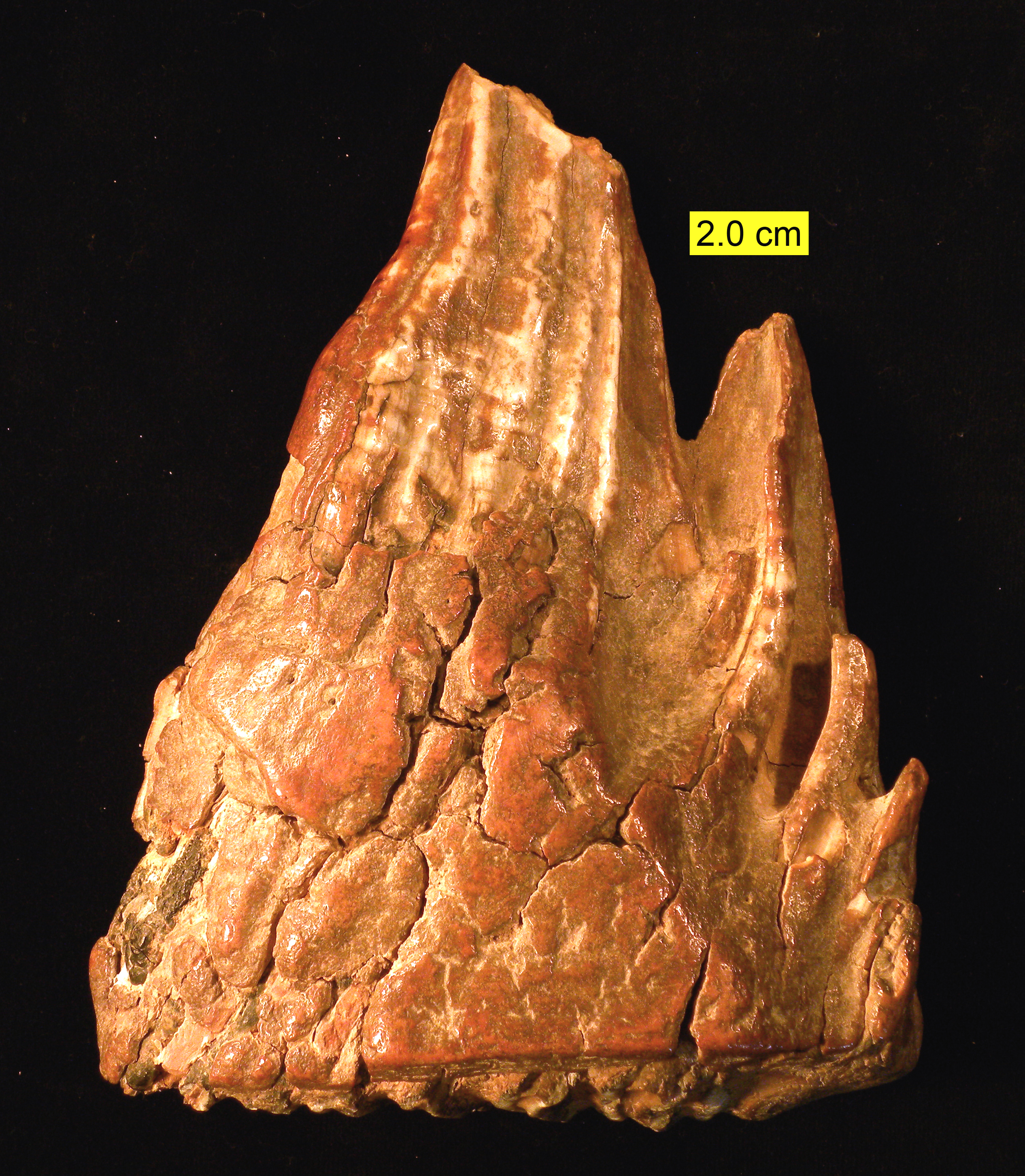
Mammuthus

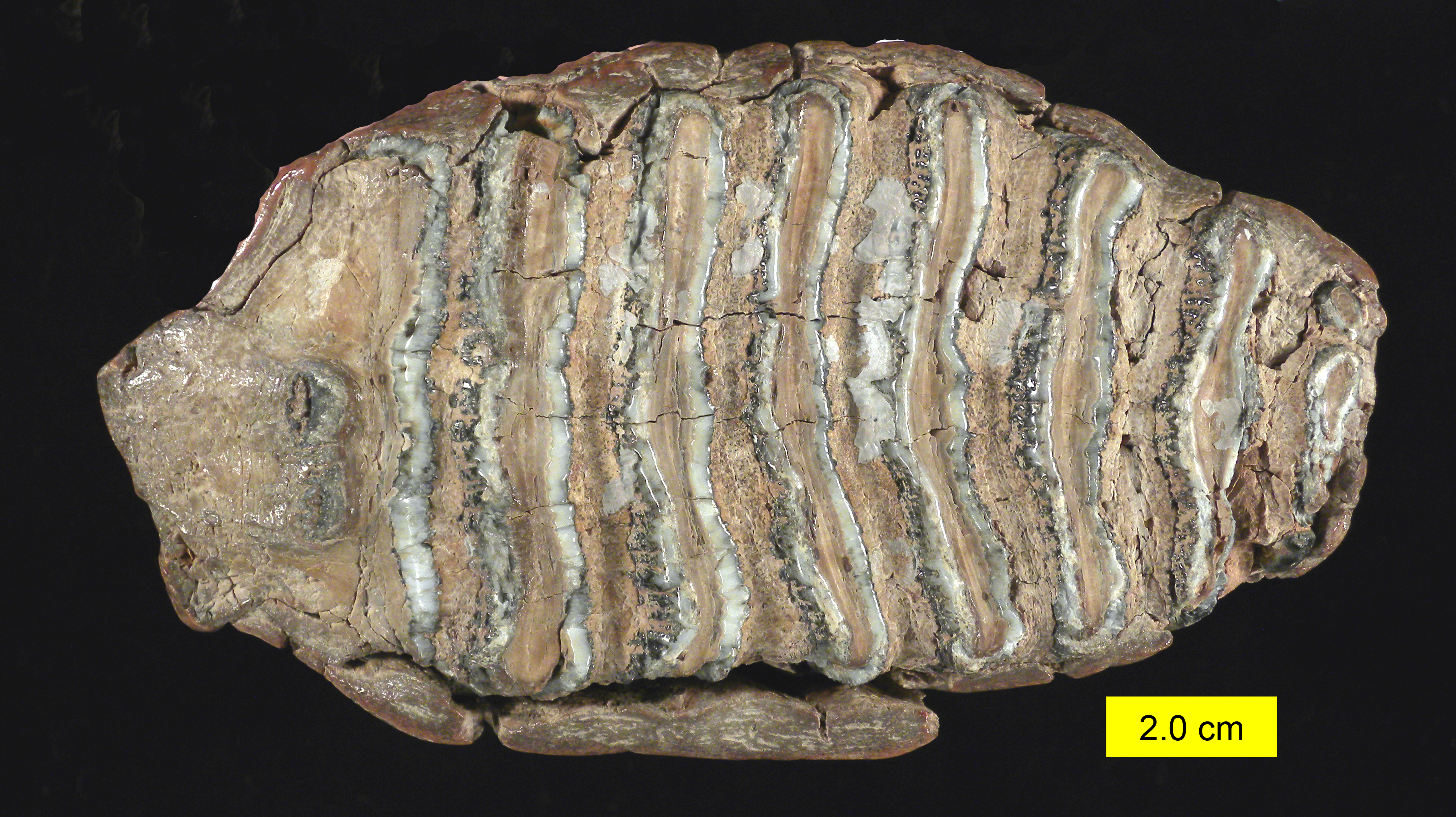
Mammuthus

Come gli odierni elefanti, i loro parenti più vicini, anche i mammut potevano raggiungere dimensioni ragguardevoli. La specie più grande conosciuta, il Mammuthus sungari che viveva tra la Cina e la Mongolia, raggiungeva l'altezza di 5 metri al garrese. Probabilmente i mammut pesavano circa 6-8 tonnellate, ma eccezionalmente i grandi maschi potrebbero aver superato le 12 tonnellate. La maggior parte delle specie, in ogni caso, erano grandi solo quanto un elefante asiatico attuale, e si conoscono fossili di forme nane (i già citati Mammuthus exilis e Mammuthus lamarmorae).

## Adattamenti
I mammut possedevano alcuni adattamenti per resistere al freddo, il più noto dei quali è lo spesso strato di pelo, lungo fino a 50 centimetri, per il quale è stata data anche la denominazione di "mammut lanoso". Questi animali, inoltre, avevano orecchie più piccole rispetto a quelle degli elefanti attuali; il più grande orecchio di mammut mai trovato era lungo solo 30 centimetri, una minuzia in confronto al metro e ottanta di un grosso elefante africano. I mammut possedevano anche una membrana di pelle ricoperta di pelo che copriva l'ano, proteggendolo dal freddo.
Anche i denti di questi proboscidati erano adattati per la dieta di erbe di tundra, con più placche e corone più alte dei loro parenti meridionali. La loro pelle non era più spessa di quella degli odierni elefanti, ma a differenza di questi ultimi possedevano numerose ghiandole sebacee nella loro pelle, che secernevano grasso oleoso all'interno della loro pelliccia, migliorando le sue qualità di isolante. I mammut avevano uno strato di grasso spesso fino a otto centimetri sotto la pelle, simile a quello delle balene, che aiutava a tenere il loro corpo al caldo.
Infine, i mammut possedevano zanne estremamente allungate (fino a 5 metri), molto ritorte in alcune specie, la cui taglia era ben maggiore di quelle degli elefanti attuali. Non è chiaro se le zanne fossero un adattamento specifico al loro ambiente, ma è stato suggerito che i mammut potrebbero aver usato le loro zanne per rimuovere la neve dal terreno e raggiungere la vegetazione sottostante.

## Clonazione
Dal 1999, alcuni scienziati russi e giapponesi lavorano ad un ambizioso progetto che ha come scopo la clonazione del mammut, in particolare l'équipe guidata dal professor Akira Intani, della School of Biology-Oriented Science and Technology della Kinki University di Osaka, spera di riuscire a clonare il mammut lanoso prelevando del DNA intatto dagli esemplari rinvenuti congelati nel permafrost nel corso degli ultimi anni.
Per riuscire nel loro intento, gli scienziati devono tuttavia risolvere delle difficilissime problematiche. Prima di tutto è necessario disporre di tessuti muscolari o sperma di questi animali in buono stato di conservazione: solo in questo modo si può sperare di estrarre delle cellule intatte. Questo è possibile esclusivamente su mammut che una volta morti sono rimasti ricoperti e congelati immediatamente, senza aver subito processi di scongelamento nel corso dei millenni. I tentativi svolti finora sui tessuti muscolari di alcuni esemplari di mammut ritrovati nel permafrost in Siberia, come la cucciola di mammut di pochi mesi di vita soprannominata Ljuba scoperta nel 2007, non hanno dato i risultati sperati. Le cellule di tali tessuti sono risultate troppo danneggiate: gli scienziati hanno estratto circa il 70-80% del DNA di mammut. L'eventuale estrazione di una cellula sana permetterebbe il suo inserimento nell'ovocito di elefante indiano, la specie vivente più simile al mammut, dal quale si svilupperebbe un embrione che, posto nell'utero di un'elefantessa attraverso un'inseminazione artificiale, salvo complicazioni, dopo una gestazione di 22 mesi, porterebbe alla nascita di un piccolo mammut.
Tuttavia, l'individuo generato sarebbe comunque geneticamente un ibrido fra due specie, poiché, nonostante la differenza genetica fra mammut ed elefante indiano sia solo del 5%, l'animale clonato con questa tecnica avrebbe un patrimonio genetico costituito dal DNA nucleare degli antichi Mammut e il DNA mitocondriale dell'elefante indiano. Ciò non comporterà alcuna differenza fenotipica con i Mammut antichi, in quanto il DNA mitocondriale codifica esclusivamente per geni coinvolti nel metabolismo.
Nuove prospettive si sono aperte con la tecnica di editing del genoma CRISPR Cas 9, con la quale si potrebbero introdurre nel genoma dell'elefante indiano (geneticamente la specie più affine) geni specifici del mammut, in primis responsabili della resistenza alle basse temperature.
Alcuni scienziati si spingono persino ad individuare l'habitat ideale per "mammut rinati" ipotizzando che le zone della Siberia e del Canada potrebbero essere i luoghi con il clima più adatto, creando parchi tematici.
Nel marzo 2023 una polpetta di carne sintetica di mammut è stata creata da un'azienda australiana, partendo da una sequenza di DNA del mammut lanoso.